# Reginald Garrigou-Lagrange
Réginald (imię świeckie Gontran) Marie Garrigou-Lagrange OP (ur. 21 lutego 1877 w Auch, zm. 15 lutego 1964 w Rzymie) – francuski filozof i teolog katolicki uważany za jednego z najwybitniejszych neotomistów XX wieku. Od 1909 do 1960 jako profesor wykładał teologię fundamentalną i dogmatykę na Papieskim Uniwersytecie Świętego Tomasza z Akwinu w Rzymie. Przeciwnik modernizmu. Autor ponad 500 książek i artykułów. 

## Życiorys
Urodził się 21 lutego 1877 r. w Auch we Francji w rodzinie urzędniczej. Po ukończeniu szkoły średniej studiował początkowo medycynę w Bordeaux, ale w wyniku wewnętrznego nawrócenia  wstąpił w 1897 r. do zakonu dominikanów w Amiens, gdzie w 1900 r. złożył śluby zakonne (oraz przyjął imię zakonne Reginald, na cześć św. Reginalda z Orleanu), a dwa lata później przyjął święcenia kapłańskie. Od 1904 studiował filozofię na paryskiej Sorbonie, gdzie słuchał wykładów Bergsona. Rok później zaczął wykładać historię filozofii w nowo założonej szkole dominikańskiej w Le Saulchoir, a w 1909 r. objął profesurę w rzymskim Angelicum. Był konsultorem Świętego Oficjum. 
Wykładając metafizykę, trzymał się klasycznej wykładni szkoły dominikańskiej (Kajetan, Banez) oraz tzw. XXIV tez tomistycznych, co przyczyniło się do opinii, iż był przywódcą „tomizmu ścisłej obserwancji”. Był promotorem pracy doktorskiej ks. Karola Wojtyły pt. „Zagadnienia wiary w dziełach św. Jana od Krzyża”. W swej pierwszej poważniejszej pracy (Le sens commun, la philosophie de l'être et les formules dogmatiques, 1909) wykazał, że bergsonizm zmierza właściwie ku panteizmowi immanentystycznemu, negującemu transcendencję, absolutność i niezmienność Boga. Podkreślał zgodność wiary z rozumem. Systematyczny wykład swoich poglądów filozoficznych przedstawił w „La synthèse thomiste” (1946). W latach 1938–1951 pisał komentarze do ''Summy Teologicznej''. Jego najważniejsze dzieło filozoficzne to „Dieu, son existence et sa nature”. W ogromnym stopniu przyczynił się do odnowy i rozwoju teologii życia duchowego rozumianej jako stosowanie dogmatów w życiu chrześcijańskim. Po II wojnie światowej był jednym z bardziej zdecydowanych krytyków tzw. nowej teologii, twierdząc, iż stanowi ona powrót do modernizmu.

## Wybrane dzieła
1. Trzy okresy życia wewnętrznego wstępem do życia w niebie (Les Trois âges de la vie intérieure, prélude de celle du ciel), Teresa Landy (przekład), Wyd.4 (poprawione), Wydawnictwo Ojców Franciszkanów, Niepokalanów 2014, s.934. ISBN 978-83-7766-066-9
2. Le sens commun, la philosophie de l'être et les formules dogmatiques (Zdrowy rozsądek, filozofia bytu i rozwój doktryny), Paryż 1909
3. Dieu, son existence et sa nature. Solution thomiste des antinomies agnostiques (Bóg, jego istnienie i natura. Tomistyczne rozwiązanie antynomii agnostycznych), Paryż 1919
4. Le realisme du principe de finalité (Realizm zasady finalności), Paryż 1932
5. La Mère du Sauveur et notre vie intérieure (Matka Zbawiciela i nasze życie wewnętrzne), Lyon 1941
6. La synthèse thomiste (Synteza tomistyczna), Paryż 1951